# Tierce personne
 (août 2024).
Si vous disposez d'ouvrages ou d'articles de référence ou si vous connaissez des sites web de qualité traitant du thème abordé ici, merci de compléter l'article en donnant les références utiles à sa vérifiabilité et en les liant à la section « Notes et références ».
 (juillet 2024).
En matière d'indemnisation, parfois les séquelles d'un accident entraînent la nécessité pour la personne d’avoir recours à une tierce personne qui va l’assister dans les actes de la vie courante,.
L’indemnisation de l’assistance par cette tierce personne se fera en France :
- soit par le paiement, au minimum, du montant du SMIC net plus les cotisations sociales, salariales et patronales en fonction du degré de handicap,
- soit plus rarement par le paiement du prix d’une association intermédiaire spécialisée[3].

Il sera tenu compte pour l’indemnisation du degré de formation requis de la tierce personne en fonction du handicap et des taches demandées.
Le taux horaire sera multiplié par le nombre d’heures où la tierce personne sera nécessaire, en fonction des déficiences de la victime. Le nombre d’heures sera majoré des indemnités diverses issues de l’application du droit du travail, telles que indemnités de congés payés, majorations fins de semaine et jour fériés, etc.